# Fritillaria eduardi
Fritillaria eduardi är en liljeväxtart som beskrevs av Eduard August von Regel. Fritillaria eduardi ingår i Klockliljesläktet och i familjen liljeväxter. Inga underarter finns listade.